# آنتالاها
آنتالاها (به لاتین: Antalaha) یک منطقهٔ مسکونی در ماداگاسکار است که در بخش آنتالاها واقع شده‌است. آنتالاها ۷٫۰۸۴ کیلومتر مربع مساحت و ۶۷٬۸۸۸ نفر جمعیت دارد و ۷ متر بالاتر از سطح دریا واقع شده‌است.